# Сирийско-ливанский женский союз
Сирийско-ливанский женский союз (араб. الإتحاد النسائي السوري اللبناني‎, англ. Syrian-Lebanese Women's Union) — международная общественная женская организация в Ливане и Сирии. 
Союз основан в 1924 году и действовал до 1946 года, известен как отправная точка женского движения в Ливане и Сирии.

## История
В 1920–21 несколько ливанских женских групп образовали неформальный союз. Союз был официально создан в 1924 году. Он был основан группой из нескольких феминисток-первопроходцев: среди них Нур Хамада, Адила Байхум и Назик аль-Абид. Руководительницей союза была избрана Лабиба Сабит.

## Цели
Целью Союза было работать как головная организация, объединяющая женские группы Ливана и Сирии. Он был известен как «Ливанский женский союз» (англ. Lebanese Women’s Union) в Ливане и как «Союз сирийских арабских женщин» (англ. Syrian Arab Women's Union) в Сирии. Большинство групп и отдельных лиц, объединившихся в эту организацию, были либо левыми, либо светскими националистами.

## Деятельность
Союз был политической организацией, проводил конференции, публичные выступления и лекции о правах женщин. Союз участвовал в 11 конференции Международного альянса за избирательные права женщин в 1929 году и принимал у себя Первый Восточный женский конгресс в 1930 году.

## Закрытие
В 1946 году Союз раскололся на Союз женщин (англ. Women’s Union) под руководством Ибтихадж Каддуры и Ассоциацию солидарности ливанских женщин (англ. Lebanese Women Solidarity Association) под руководством Лоры Табет. В 1952 году Союз женщин и Ассоциация солидарности ливанских женщин были объединены в Совет ливанских женщин.